# صموئيل بيتس
صموئيل بيتس (بالإنجليزية: Samuel Betts)‏ هو سياسي أمريكي، ولد في 4 أبريل 1660 في ميلفورد في الولايات المتحدة، وتوفي في 31 مايو 1733. انتخب عضو مجلس نواب كونيتيكت.